# Zhiyi

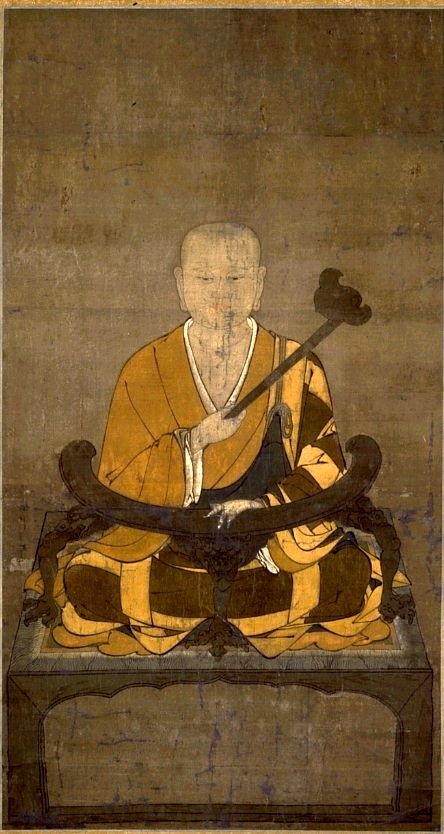
Śramana Zhiyi

Zhiyi (ur. 538, zm. 597; chiń. 智顗 pinyin Zhìyǐ, w transkrypcji Wade-Gilesa Chih-i; kor. 지의 Chiui; jap. Chigi; wiet. Trí Di) – założyciel chińskiej szkoły tiantai, znany powszechnie jako Tiantai Dashi (天台大師) – Wielki Nauczyciel Tiantai (kor. Ch’ǒnt’ae Taesa; jap.Tendai Daishi; wiet. Thiên Thai Ðại Sư).

## Życiorys

### Początkowe lata
Chen De’an (陳德安) urodził się w Huarong w Jingzhou w rejonie jeziora Dongting (Hubei) w 538 r. Jego ojciec Chen Qizu (陳起祖) był rządowym urzędnikiem w czasach panowania dynastii Liang, która rządziła południowymi Chinami w latach 502–557.
Po raz pierwszy zetknął się z Sutrą Lotosu w wieku lat sześciu. Podczas wizyty w świątyni buddyjskiej usłyszał mnichów recytujących rozdział 25. Według jego biografii chłopiec natychmiast zapamiętał cały ten rozdział.
Jako syn wysokiego urzędnika Zhiyi otrzymał zapewne bardzo dobre wykształcenie, a więc studiował klasykę konfucjańską i literaturę taoistyczną, poetykę i literaturę. Jego pisma wykazują, że faktycznie był znakomicie zaznajomiony z literaturą zarówno świecką jak i religijną.
Prawdopodobnie w bardziej spokojnych czasach Zhiyi poszedłby w ślady ojca i rozpoczął karierę urzędniczą, lub w ślady swojego starszego brata Chenzhena, który został liderem wojskowym. Jednak schyłek dynastii Liang był bardzo burzliwy, pełen rebelii i zamieszek. Zapanował ogólny chaos. Gdy zmiany polityczne spowodowały upadek statusu jego rodziny i śmierć jego rodziców, Zhiyi porzucił życie świeckie i wstąpił do zakonu buddyjskiego w 555 r.
Miał wtedy 18 lat. Jego nauczycielem był Faxu z klasztoru Guoyuan w Xiangzhou. Jego następnym nauczycielem był mistrz winai Huikuang (慧曠). Następnie Zhiyi udał się na górę Daxian (大賢山) w Hengzhou, gdzie poświęcił się studiowaniu Sutry Lotosu. Zapewne też w tym okresie wyrobił sobie przeświadczenie o nadrzędności tej sutry nad wszystkimi innymi.

### Nanyue Huisi nauczycielem Zhiyi
Gdy miał 23 lata udał się na górę Dasu (大蘇山) w południowym Henanie, co nie był łatwym zadaniem, albowiem rejon ten leżał przy granicy między Chinami południowymi a północnymi i był rozdzierany przez wojnę. Tam też Nanyue Huisi (南岳南嶽, 515–577), słynny wówczas buddysta, został jego nauczycielem. Huisi był mocno związany z Sutrą Lotosu i uważał ją otwarcie za najwyższą mahajanistyczną sutrę, co powodowało ataki na jego nauki ze strony innych liderów buddyjskich tego czasu. Żeby ich uniknąć udał się właśnie na górę Dasu.
Według biografii Huisi natychmiast rozpoznał ważność jego nowego ucznia i przywitał go słowami: Dawno temu obydwaj byliśmy na Szczycie Orła i słuchaliśmy Sutry Lotosu. Teraz, podążając za tymi starymi karmicznymi więzami, przybyłeś znowu.
Huisi natychmiast zaczął wprowadzać ucznia w różnorodne techniki medytacyjne i inne praktyki religijne związane z jego klasztorem. Po 14 dniach tych praktyk Zhiyi wszedł ze stan całkowitej koncentracji i został "oświecony w prawdziwym znaczeniu Sutry Lotosu". Otrzymał potwierdzenie tego ze strony swego nauczyciela, czyli zrównał się z nim.
Zhiyi pozostał na górze Dasu ze swoim nauczycielem jeszcze przez 7 lat. Następnie opuścił nauczyciela i w 568 r. udał się do Jinling (zwanego także Jiankang) czyli dzisiejszego Nankinu. Miasto to było wówczas stolicą dynastii Chen, która zastąpiła dynastię Liang w południowych Chinach.

### Nankin
W Nankinie Zhiyi przez 8 lat przebywał w klasztorze Waguan (瓦官寺), wygłaszając wykłady o Sutrze Lotosu i innych ważnych tekstach buddyjskich. Cieszył się poparciem wysoko postawionych notabli z biurokracji Chen. Wykłady o Sutrze Lotosu stały się później podstawą jego książki Głębokie znaczenie Sutry Lotosu.
Jego nauki wzbudzały także kontrowersje, gdyż w tym okresie za najważniejszą sutrę buddyjską uchodziła Nirvana Sutra. Jednak Zhiyi bez wahania angażował się w publiczne debaty i zaczął przyciągać wielu uczniów i świeckich zwolenników.
Pomimo sukcesu, Zhiyi odczuwał niedosyt, że zbyt mała liczba jego uczniów osiągnęła prawdziwe i głębokie zrozumienie sutry, i jesienią 575 r., w wieku 38 lat, opuścił Waguan si i udał się w podróż na górę Tiantai we wschodniej części prowincji Zhejiang. Góra ta już od dłuższego czasu przyciągała zarówno buddystów jak i taoistów.

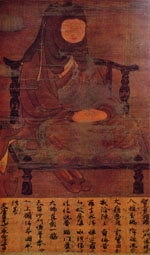
Japońskie wyobrażenie Zhiyi

### Góra Tiantai
Po przybyciu na górę Zhiyi rozpoczął ascetyczną praktykę medytacyjną na najwyższym szczycie Tiantai – Huading (华顶山). Przeżył wówczas kolejne mistyczne doświadczenie. Był atakowany przez demony, jednak mocno trzymał się swojej praktyki i wkrótce dostąpił wizji potwierdzającej prawdziwość jego wierzeń. Było to więc jego trzecie oświecenie i kolejny wielki krok w jego rozwoju duchowym.
W kilka lat potem Zhiyi i jego uczniowie otrzymali wsparcie i finansową pomoc cesarza Xuana z dynastii Chen. Zhiyi zatroskany, że rybacy żyją z zabijania żywych stworzeń, przeznaczył pieniądze na wykup praw do łowienia ryb wzdłuż wybrzeża i rozpoczął akcję przekonywania rybaków do zmiany zawodu.
Następca cesarza Xuana – Houzhu (ostatni cesarz dynastii Chen), próbował wielokrotnie ściągnąć Zhiyi do stolicy i wreszcie w 585 r. mistrz udał się do Nankinu. W 587 r. w klasztorze Guangzhe wygłosił serie wykładów, które zostały potem wydane jako Słowa i zdania Sutry Lotosu. W tym czasie jego najzdolniejszym uczniem stał się Zhang’an Guanding (灌頂, 561–632), który stanie się potem znany jako Wielki Nauczyciel Zhang’an.
W 588 r. armie z północy Chin zaatakowały ziemie dynastii Chen i Zhiyi, aby uniknąć wojny udał się na południowy zachód na górę Lu (廬山), a potem na górę Heng, gdzie przed śmiercią przebywał Nanyue Huisi. Po upadku dynastii Chen Zhiyi udał się w okolice skąd pochodził (Jingzhou) i rozbudował klasztor Yuquan. Tam też w 593 r. wygłosił serię wykładów opartych na ideach z wykładów w klasztorze Waguan. Jego wykłady z 594 r. utworzyły jego trzecią główną pracę Wielka koncentracja i wgląd.
W 595 r. powrócił na górę Tiantai. Cesarz Yang z nowej dynastii Sui, obdarzył go tytułem Zhizhe da shi (智者大師 Mędrzec).
W 597 r. Zhiyi zmarł na górze Tiantai. W okresie Tang otrzymał pośmiertny tytuł Tiantai Dashi (天台大師 – Wielki Nauczyciel Tiantai).

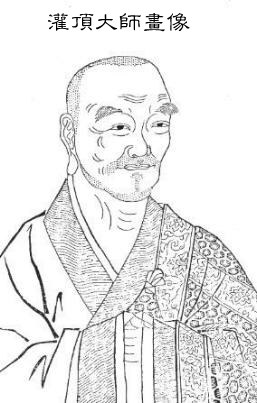
Guanding – uczeń i następca Zhiyi

## Nauki
Tiantai obalił klasyfikacje zawarte w świętych pismach, formułowane przez główne szkoły buddyjskie w jego czasach, które opierały się albo na Sutrze Awatamsaki (chiń. Huayanjing) (Sutra Girlandy Kwiatów) albo na Sutrze Nirwany. Tiantai wymyślił klasyfikację pięciu okresów i ośmiu nauk, ustanawiając tym sposobem wyższość Sutry Lotosu. Wyjaśnił także teorię trzech tysięcy światów w jednym momencie życia (yinian sanqian, jap. ichinen sanzen). Usystematyzował zarówno doktrynę jak i metodę praktyki, dlatego też był czczony jako założyciel szkoły. W Sutrze Lotosu Budda Siakjamuni dostarcza podstaw teoretycznych dla wupinzun (jap. gohonzon), zaś teorię Tiantaia yinian sanqian można porównać do kopii fotograficznej.

## Dzieła
T – numer katalogowy tekstu w Taishō shinshū daizōkyō, Tokio 1924-1934
- Fahua xuanyi (法华玄義) skrócona forma Miàofǎ liánhuā jīngxuán yì (妙法蓮華經玄義); (jap. Myōhō renge kyōgen gi) T. 1716
- Mohe zhiguan (摩訶止観; Wielkie uspokojenie i wgląd) (jap. Makashikan)
- Liumiao famen (六妙法门)
- Fahua wenju (法华文句) skrócona forma Miàofǎliánhuājīng wénjù (妙法蓮華經文句); (jap. Myōhōrengekyō mongu) T 1718
- Guānxīn lùn (觀心論) (jap. Kanjin ron) T 1920